# Aethionectes fulvonotatus
Aethionectes fulvonotatus är en skalbaggsart som först beskrevs av Clark 1864.  Aethionectes fulvonotatus ingår i släktet Aethionectes och familjen dykare. Inga underarter finns listade i Catalogue of Life.